# Doménico Oliveira Sanca
Doménico Oliveira Sanca (15 de Junho de 1967) é um político guineense antigo Ministro e Secretário de Estado da Guiné Bissau.

## Biografia
Mestre em Direito pela Faculdade de Direito de Lisboa, em 1998. Dirigente do MADEM G-15. Em 2012, desempenhou a função do Secretário geral da Presidência da República. Em 2013, Secretário de Estado da Integração Regional. Foi nomeado ao cargo do Secretário de Estado da Ordem Pública, no Governo liderado por Domingos Simões Pereira. Exerceu a função de Secretário de Estado da Integração Regional no governo de Baciro Djá. Nomeado para as funções do Ministro da Juventude e Emprego no governo liderado por Umaro Sissoco Embaló.